# 銀嶺バス
銀嶺バス株式会社（ぎんれいバス）は、かつて北海道札幌市に本社を置きバス事業等を運営していた企業である。乗合バス事業は都市間高速バスの運行のみで、一般路線バスは運行していなかった。
2013年（平成25年）10月に北都交通へバス事業を譲渡し、北都ホールディングス株式会社（ほくとホールディングス）に商号変更した。
以下、バス事業譲渡前の状況について述べる。

## 概要
銀嶺バス経営が悪化し倒産寸前であった1970年代後半に、稚内市で北都ハイヤー等を経営していた渡邉清（故人）が買収。1979年（昭和54年）に渡邉清の息子の渡邉克仁が代表取締役専務に就任。昇給の3年間凍結や全国営業行脚で日本航空や近畿日本ツーリストと契約するなど、経営の建て直しにあたった。3年後はまだ赤字であったが、約束通り昇給を行って社員の士気が回復し、バスを増車するなど業績が回復。1983年（昭和59年）には黒字に転換させた。
渡邉克仁が銀嶺バスの経営を立て直した手腕を買われ、2004年（平成16年）に民事再生法の適用を申請した北都交通の経営再建を請われ、北都交通を買収して傘下入りさせ、両社拠点の統合などを行って経営の立て直しを図った。その結果、北都交通は2008年（平成20年）8月中に残債務を弁済し、予定よりも約6年の前倒しで再生手続きを完了した
2013年（平成25年）7月26日、北都交通が銀嶺バスからバス事業の譲渡を受け事業を一本化した上で、同年9月を目処に、銀嶺バスは持株会社「北都ホールディングス」に改組する予定であることが報じられた。そして銀嶺バス公式ウェブサイト上で、同年10月に銀嶺バスが北都交通へ経営統合されたことが告知された。同年10月2日より、銀嶺バスが運行してきたバスは北都交通による運行へと切り替えられた。

## 事業所
本社
北海道札幌市中央区大通西6丁目10-11 北都ビル
- 北都交通本社を併設。

バス事業部
北海道北広島市大曲工業団地1丁目7-1
- 北都交通バス事業部を併設。

稚内営業所
北海道稚内市潮見5丁目5-1

## 路線バス
路線バス車両は8台保有。都市間高速バスはいずれも予約制で、バス会社窓口や旅行会社のほか、ハートランドフェリー離島営業所、銀嶺バスグループ運営のインターネット予約サイト「バスNAVI北海道」、2010年（平成22年）9月14日より提携を開始したWILLER TRAVELで受け付けていた。

### 特急はまなす号

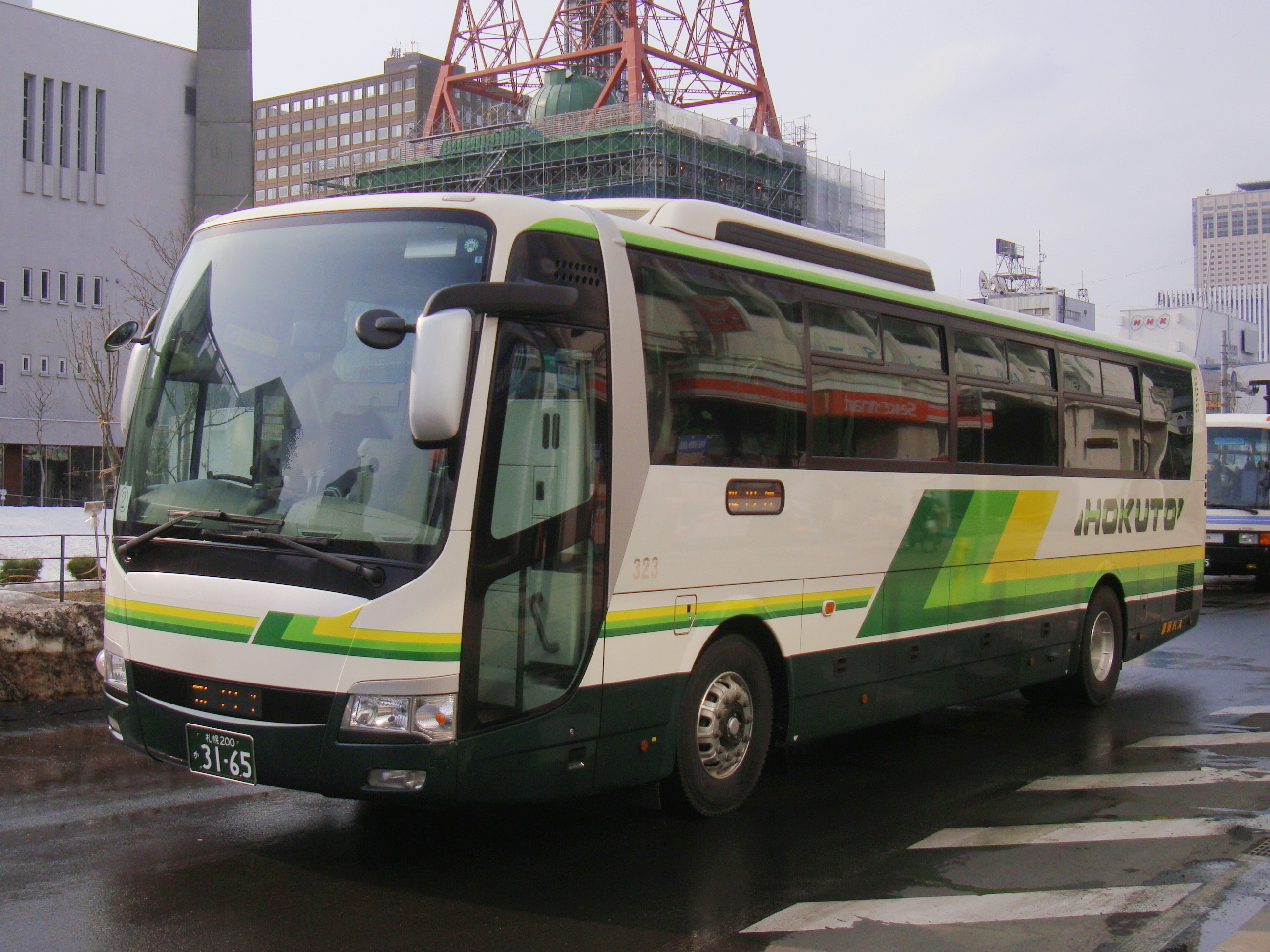
特急はまなす号

- 札幌駅前/大通バスセンター - 稚内駅前ターミナル・稚内フェリーターミナル（宗谷バス特急わっかない号と共同運行）

1981年（昭和56年）4月1日運行開始。当初は会員制貸切バス（いわゆるツアーバス）として運行された。当初は豊富町にも停車していたが、前年より沿岸バスが札幌 - 羽幌 - 豊富間の運行を開始したことを受け、1985年（昭和60年）4月1日に豊富町への停車を廃止した。
札幌 - 留萌間は、昼行便の場合道央自動車道と深川留萌自動車道を経由するが、夜行便の場合国道275号と国道233号を経由していた。
宗谷バス特急わっかない号とは競合していたが、規制緩和によるバス路線の新規参入自由化や、JR北海道の「宗谷」などの特急化に対する競争力強化のため、2001年（平成13年）7月20日より共同運行を開始し、運賃値下げや回数乗車券の設定なども実施した。
2005年（平成17年）11月からは、バスを利用した貨客混載の生鮮品輸送サービスを試験的に開始した。
札幌市内は、当初は京王プラザホテル札幌を発着していたが、札幌駅前ターミナル、センチュリーロイヤルホテルへの変更を経て、事業譲渡時は大通バスセンター発・札幌駅前着で運行していた。

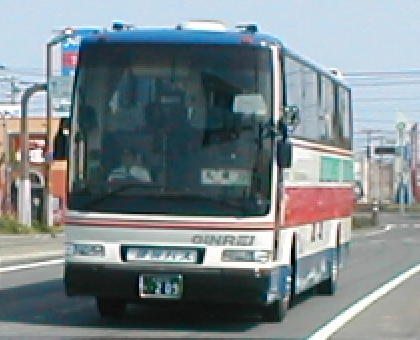
旧来塗装の3列シート車（稚内市内にて）
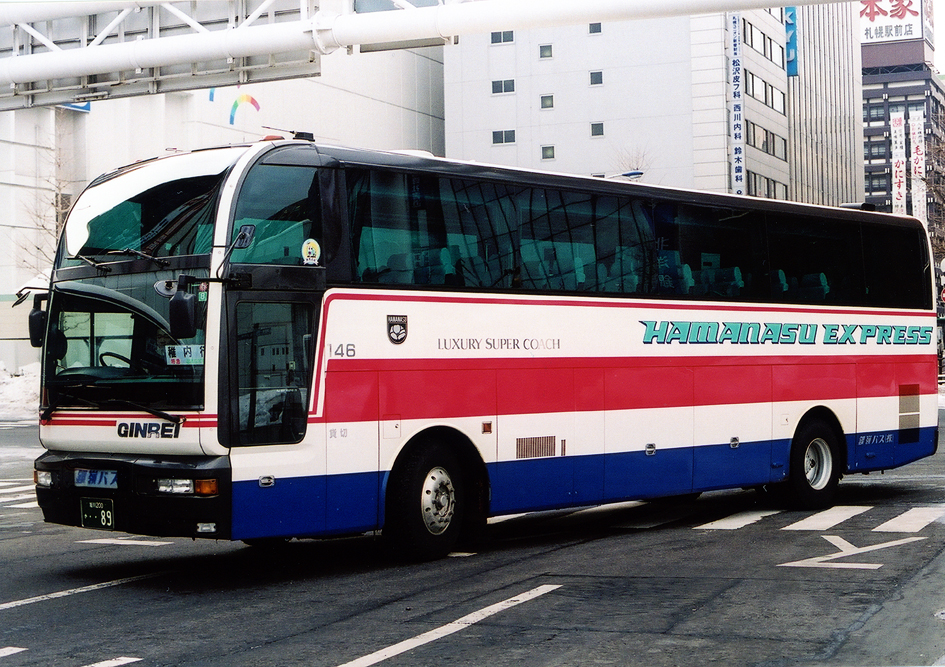
旧来塗装の4列シート車（2001年、札幌駅前ターミナル入線の様子）

### 特急せたな号

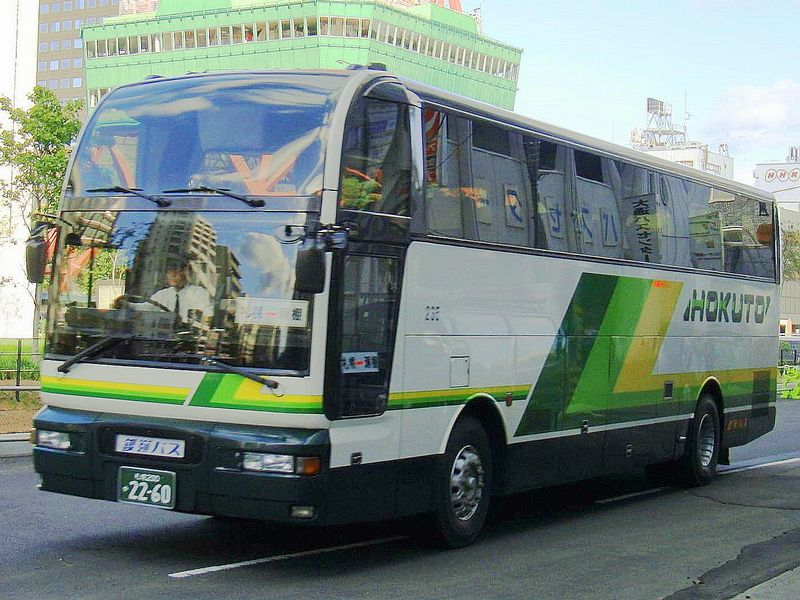
特急せたな号

- 札幌駅前/大通バスセンター - 長万部物産センター・今金町民センター・温泉ホテル北檜山・せたなフェリーターミナル（夏期）/せたな総合支所（冬期）

夏期（ハートランドフェリー奥尻 - 瀬棚航路運航期間）と年末年始限定で運行。夏期は奥尻 - 瀬棚航路に接続運行し、関連会社の北海道アクセスネットワークがバス往復と奥尻島観光をセットにした旅行パックを発売していた。また、かつては豊浦町立国保病院にも停車していたが、停車地が長万部駅前の長万部物産センターへ変更され病院には停車しなくなった。

### 廃止路線
一部の系統はグループ会社の道北観光バス（当時）が運行した。
- 特急すずらん号（旭川稚内線）
- 特急るもい号（札幌留萌線）
- 特急札幌江差線
  - 2005年（平成17年）の夏休み期間より運行し江差 - 奥尻航路に接続。途中乙部町にも停車した。2006年（平成18年）度をもって廃止。

## 貸切バス

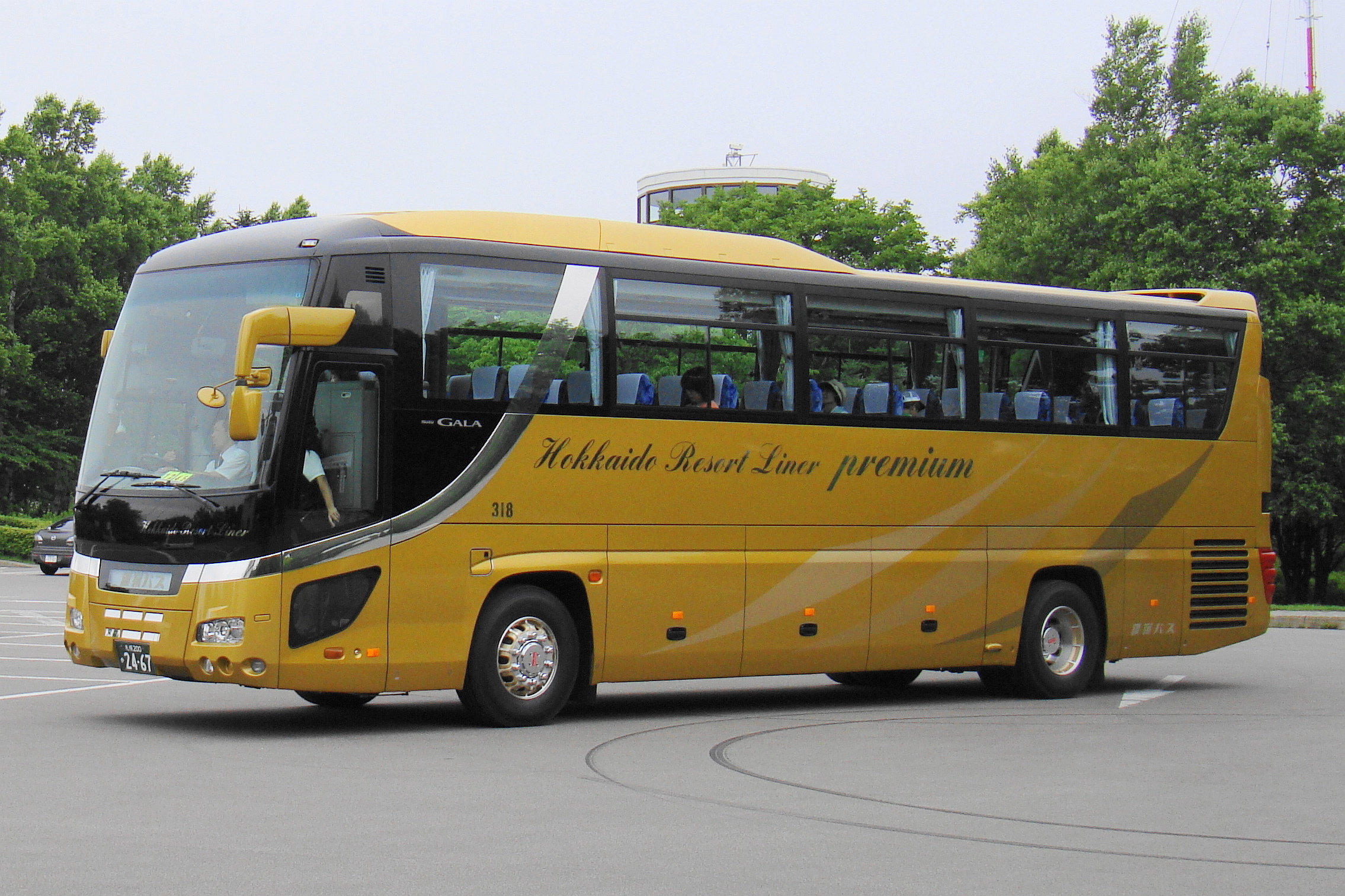
北海道リゾートライナー

貸切バス車両は35台保有。事業地域は札幌運輸支局・旭川運輸支局管内での発着が認められていた。2008年（平成20年）に解散したブルーバスグループに加盟していたが、共通塗装は導入していなかった。
北都交通などとともに、関連会社である北海道アクセスネットワーク主催のツアーバス「北海道リゾートライナー」の運行を担当していた。

## 車両
いすゞ自動車製、日野自動車製などの各社からスーパーハイデッカー車を中心に導入する。富士重工業製の車体を架装する車両を多く導入し、中でも日野・セレガに富士重工業製車体架装といった希少な組み合わせの車両を保有していた。富士重工業のバスボディ製造事業撤退後は、新車・中古車を含めて純正車体の車両も導入していた。
塗装は赤と青のラインが入った自社塗装のほか、北海道リゾートライナー用車両は金色基調の塗装で、一部の一般貸切車でも使われる。都市間高速バス用車両は近年は北都交通の塗装を流用し「HOKUTO」のロゴも書き換えずそのまま使用し社名表記が異なる程度の違いであった。

旧来からの塗装
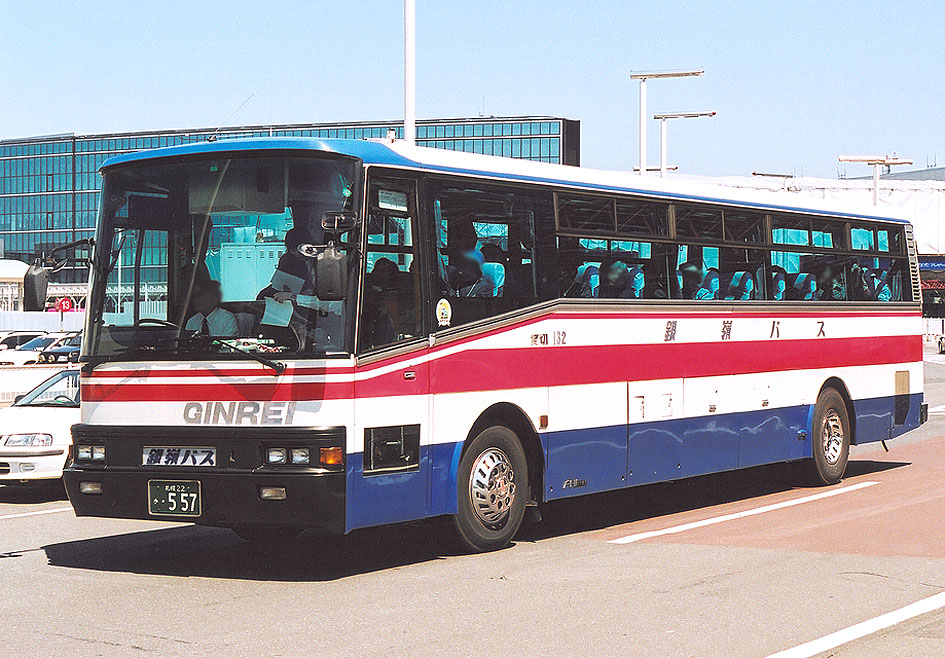
日野・P-RU638BB+富士重工R3車体
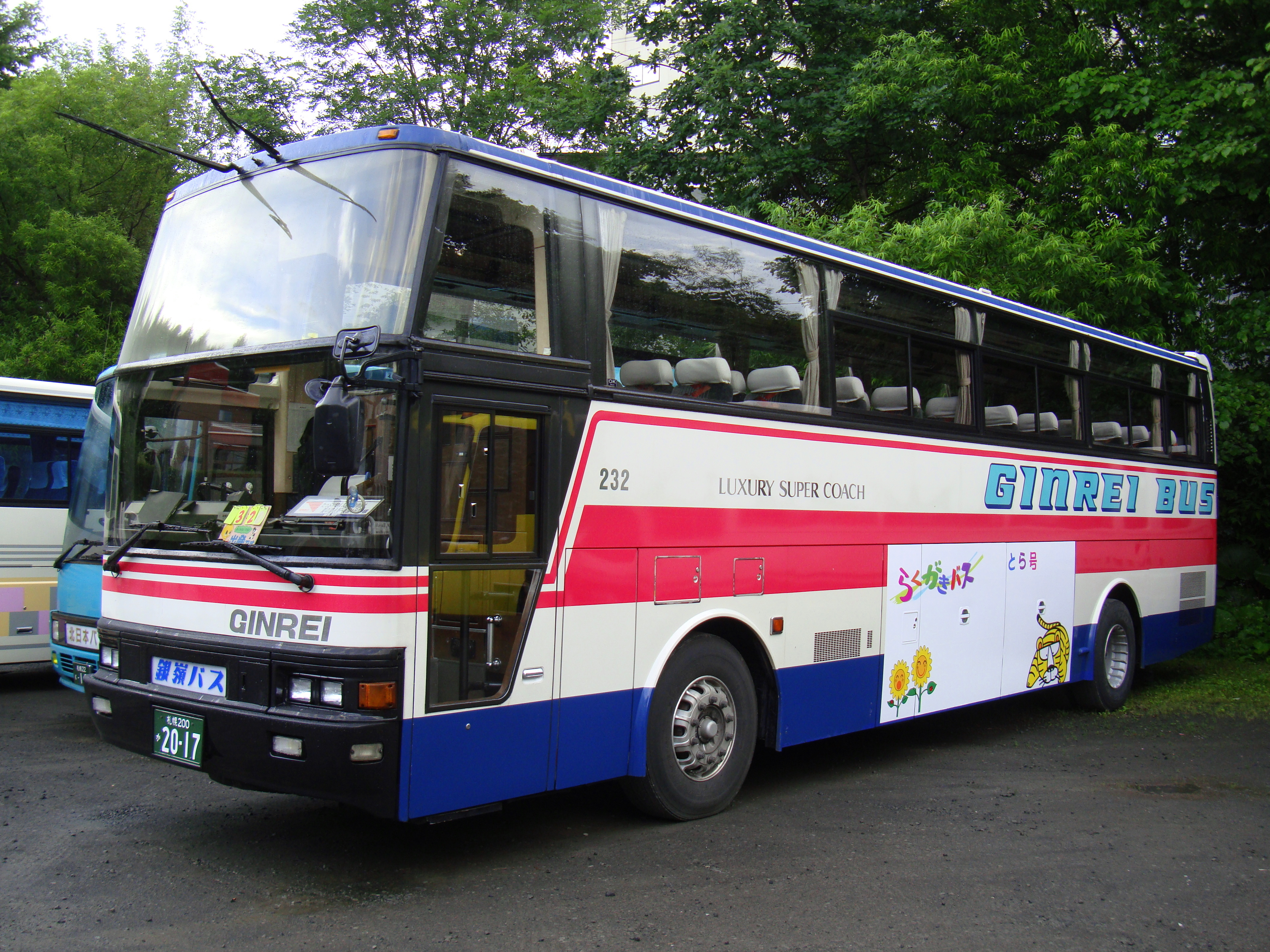
いすゞ・スーパークルーザー「らくがきバス・とら号」
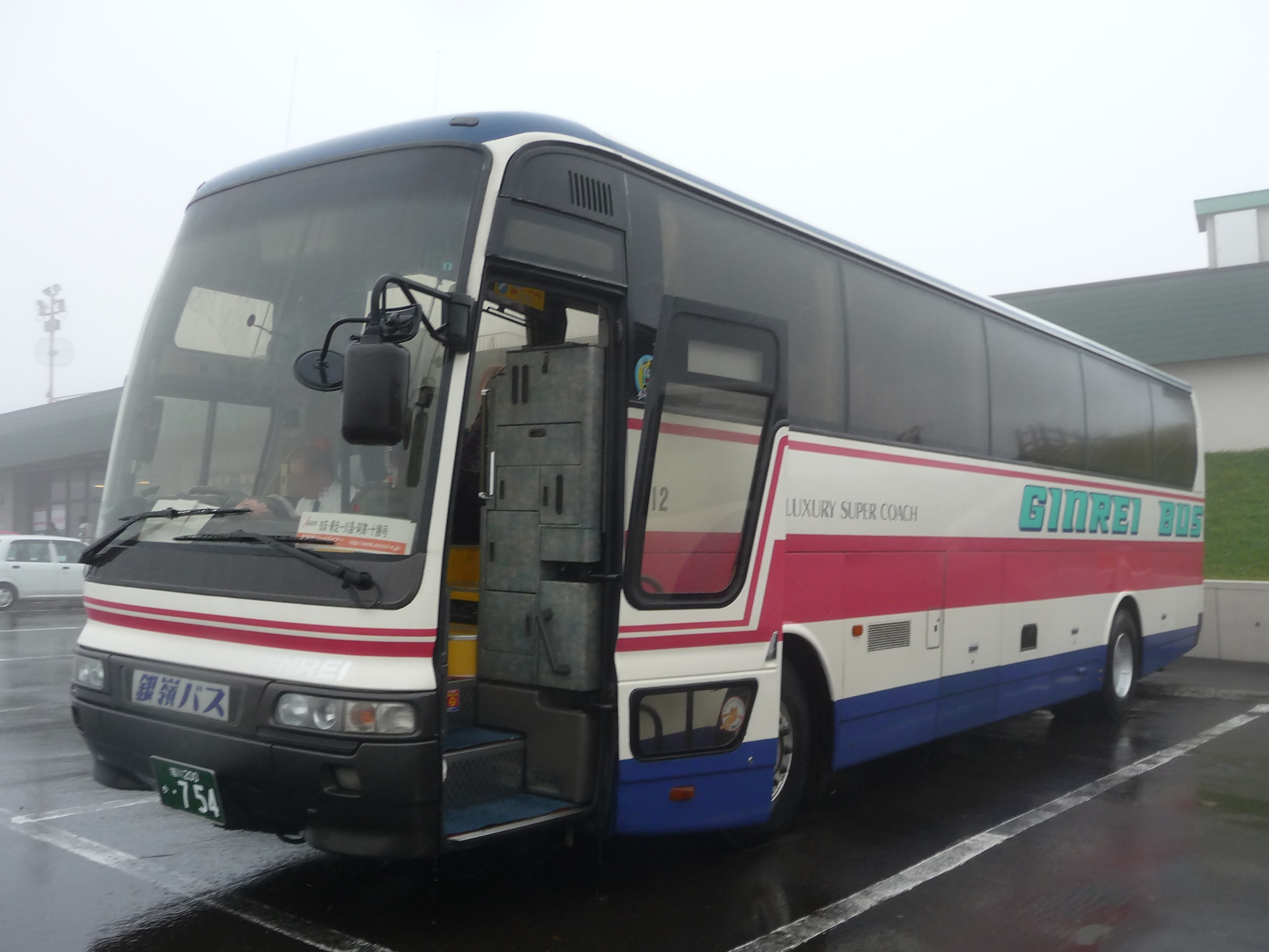
エアロクィーンI 元「特急はまなす号」用車両
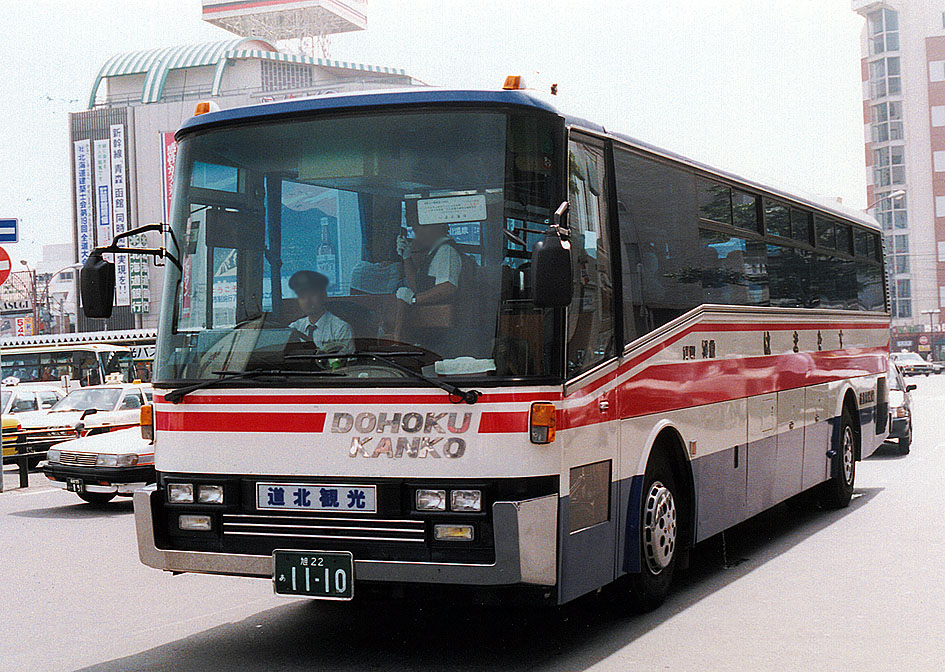
道北観光バス いすゞ・P-LV219S+富士重工R3車体

その他塗装
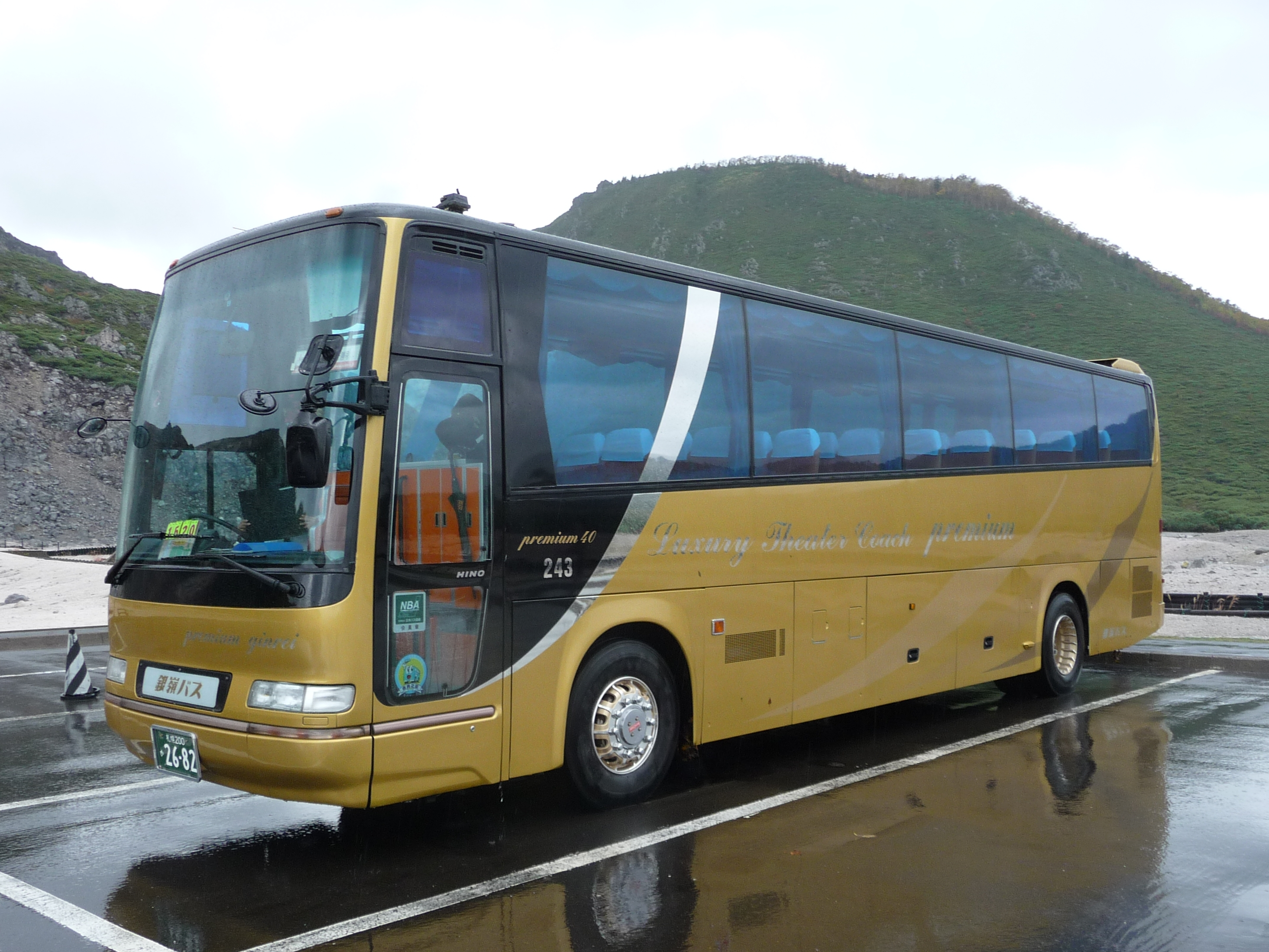
日野・セレガGT
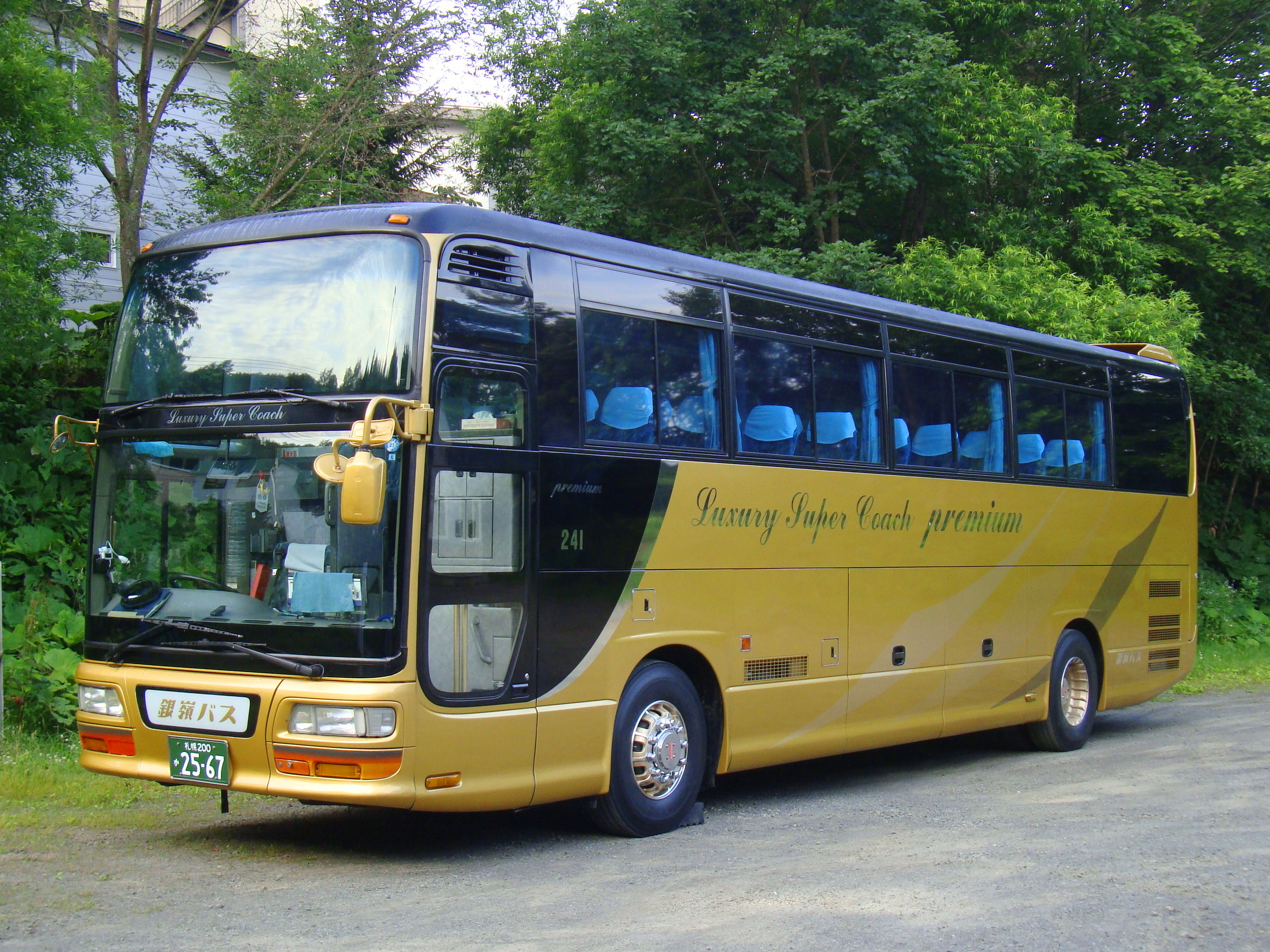
いすゞ・ガーラGHD
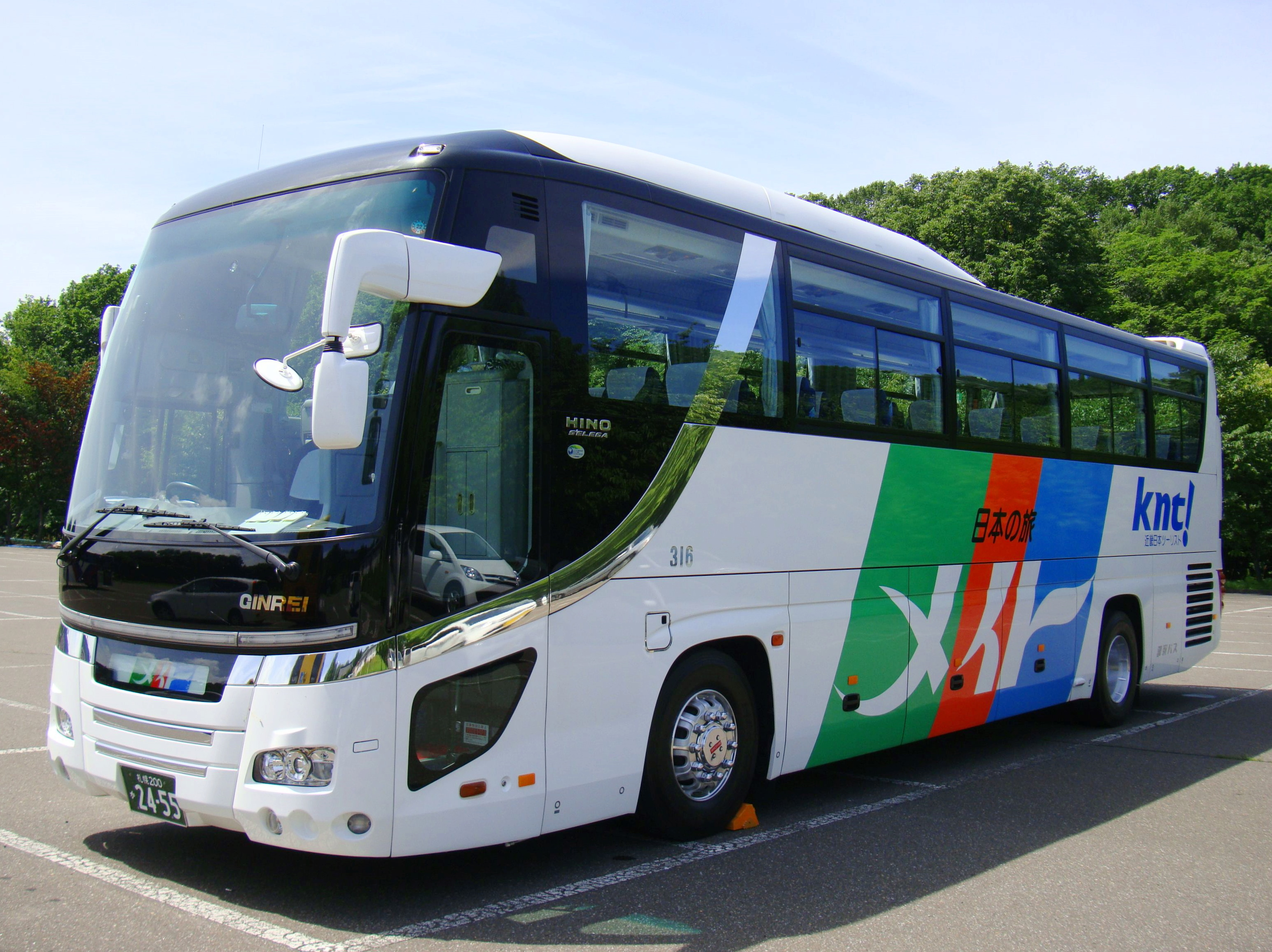
日野・セレガ 近畿日本ツーリスト塗装
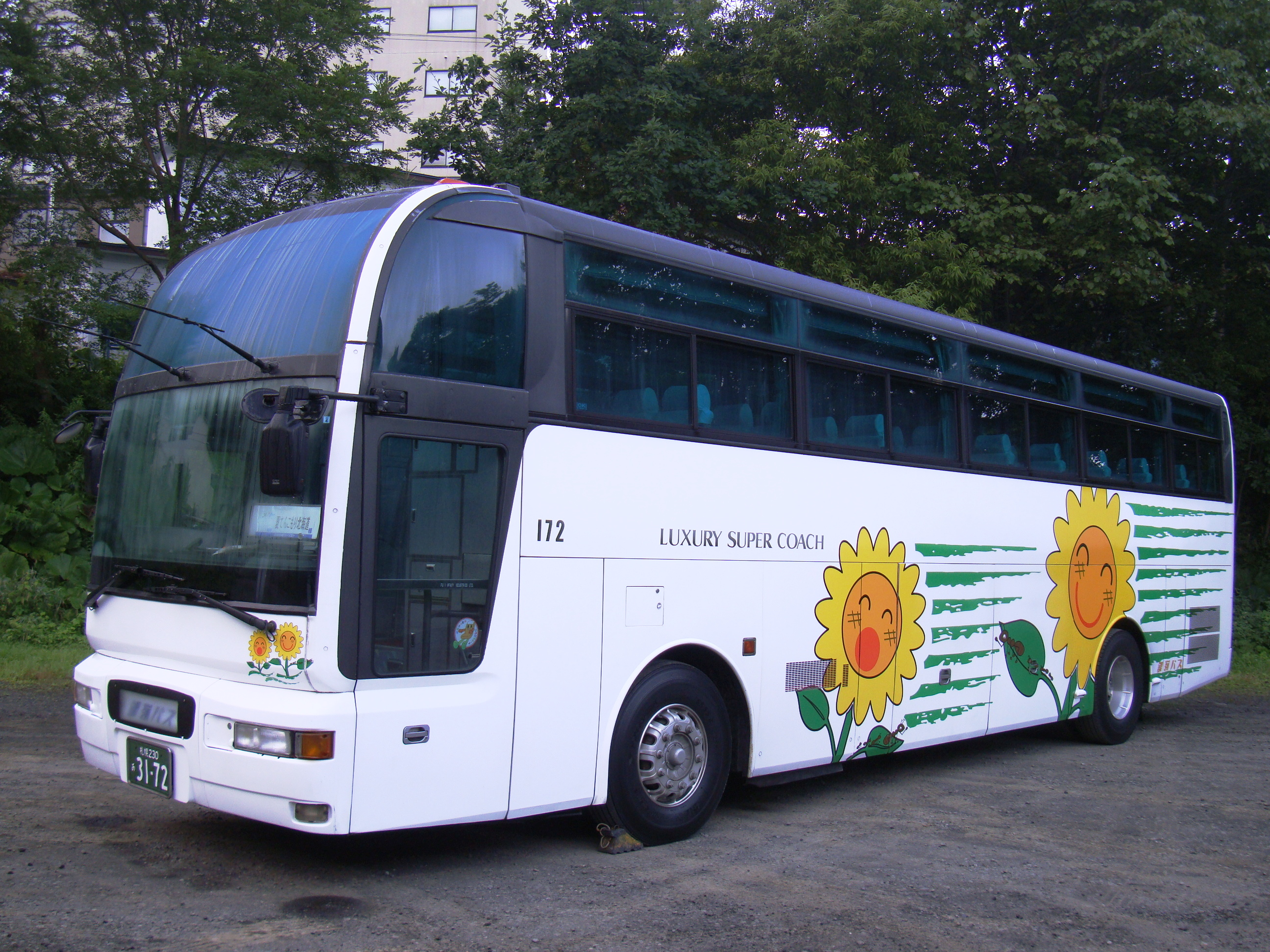
いすゞ・スーパークルーザー ひまわり塗装

### 廃車車両の譲渡
銀嶺バスで役目を終えた車両は、北海道内を中心に各事業者に譲渡されて引き続き使用されている。古物商許可を受けており、公式サイト内に中古車情報のページを設けている。

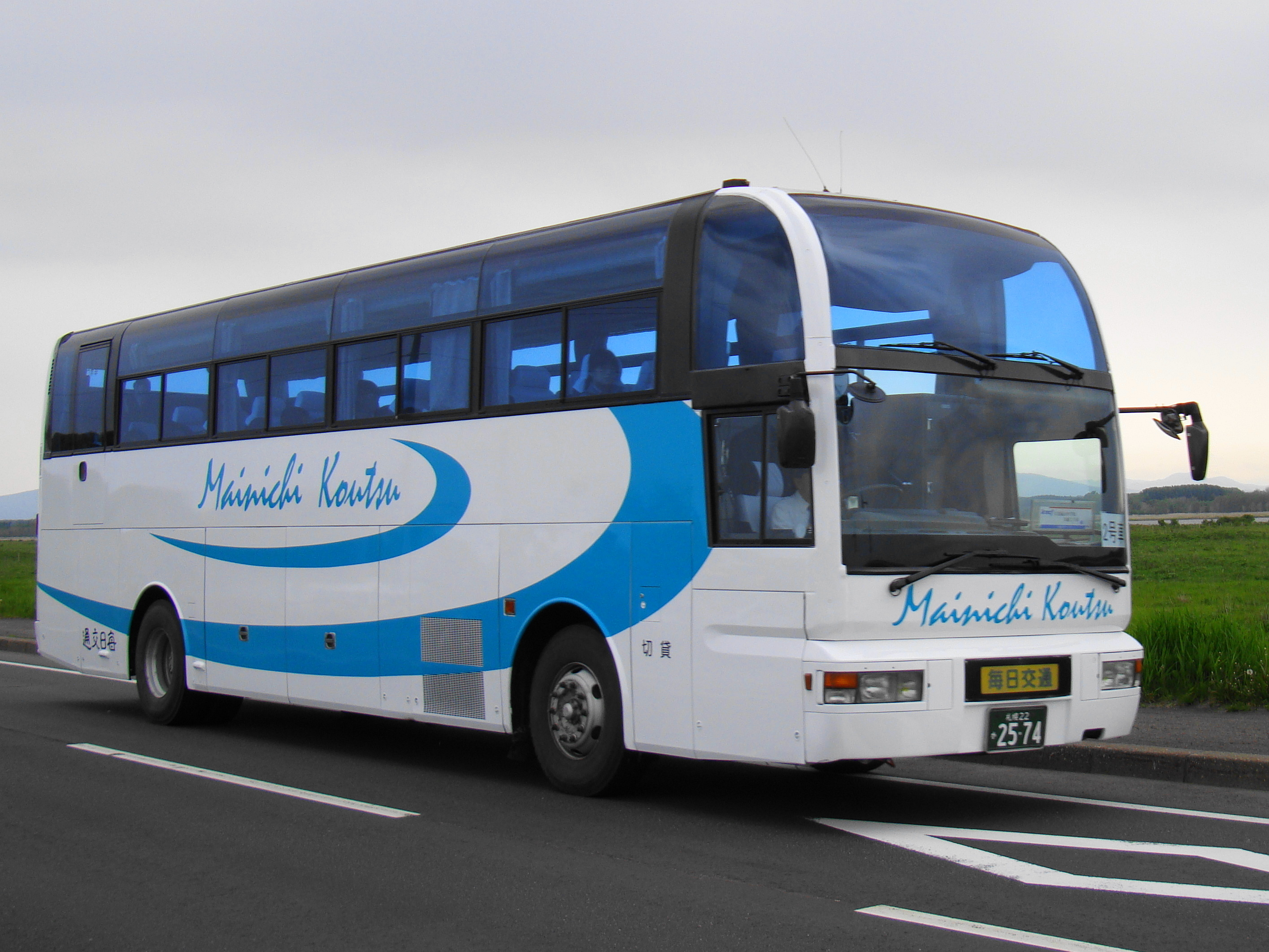
毎日交通への譲渡車 所有者変更のみでナンバーは銀嶺バス時のまま
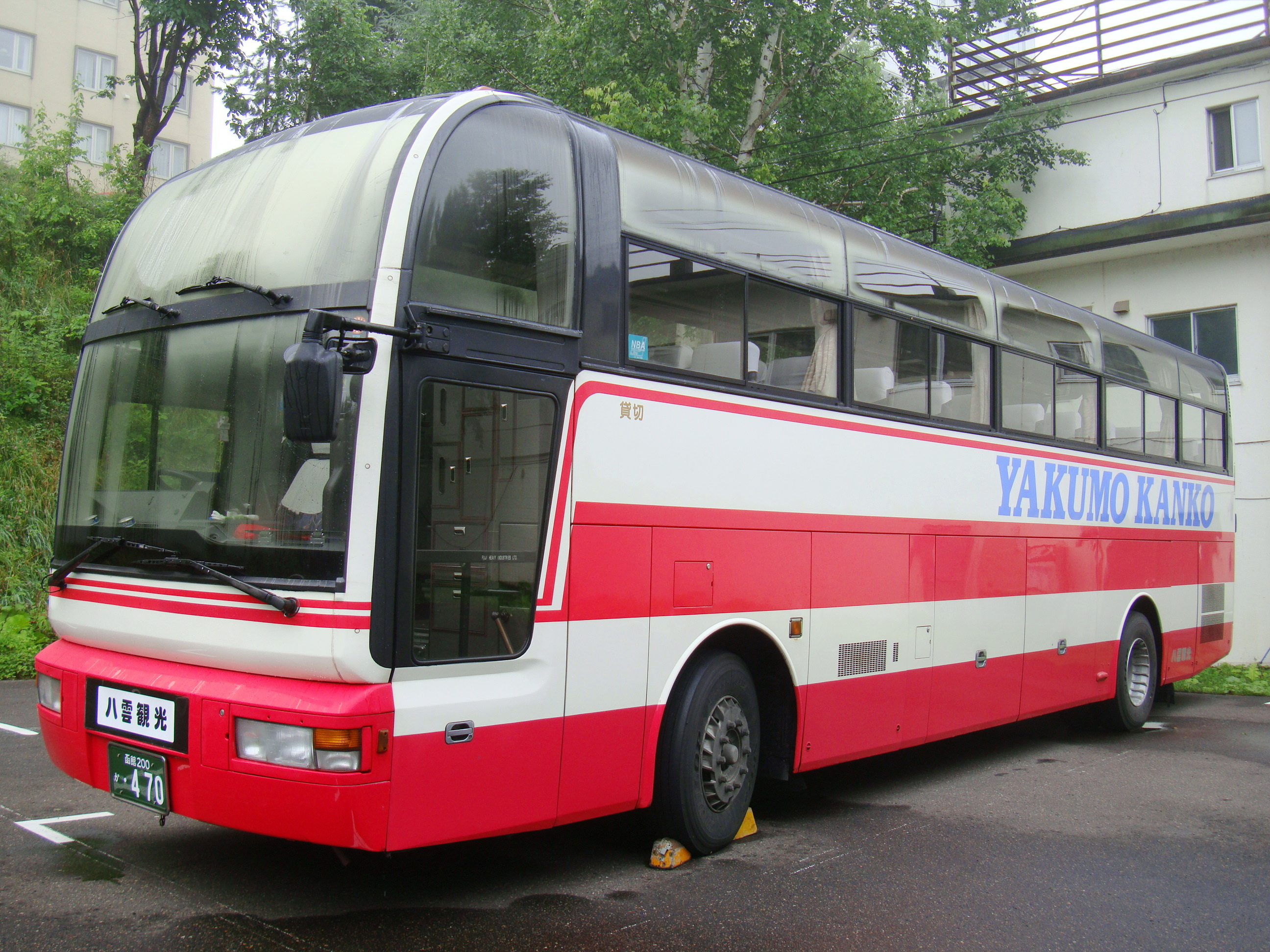
八雲ハイヤーへの譲渡車 ラインを赤1色にした以外は銀嶺バス塗装のまま

## 札幌 - 留萌間 都市間バス問題
系列会社の道北観光バスは札幌 - 留萌・稚内間に日本初の会員制貸切バスを運行（催行）したが、すでに留萌 - 札幌間に乗合路線を運行していた北海道中央バスが乗合事業免許を持たない事業者が定期的に乗客を募って輸送する形態は乗合類似行為として既存業者を圧迫すると異議を申し立てた。併せて既存の特急札留線に代わる直行便（後の高速るもい号）を新設し、度重なる増回と続行便やダブルデッカーの投入でこれに対抗した。また、道北観光バスが運行開始した後に宗谷バスも会員制貸切バス（後の特急わっかない号）、沿岸バスは21条バス（後の特急はぼろ号）を新設し、車掌乗務による飲み物サービス（現在は廃止）を導入するなどして対抗した。
規制緩和後は本州方面でも一般的に認知されたツアーバス方式だが、当時は貸切事業者の乗合類似行為への判断が曖昧だったこともあり、問題は運輸省（現・国土交通省）を巻き込むまでに発展したが、道北観光バスと宗谷バス、21条運行の沿岸バスの3社に対して乗合路線として改めて申請するよう指導がなされた。しかし、宗谷バスと沿岸バスは認可が下りたものの、札幌 - 留萌間では既存業者（北海道中央バス）がすでに運行中とのことで認可が下りず、結果的に道北観光バスは札幌 - 留萌間から撤退した。当時は訴訟問題にまで発展したが、北海道中央バスが対抗申請を準備していた札幌稚内線の参入を取り下げたこともあり、道北観光バスは都市間長距離バスの開設にあたり「一定の役目を果たした」として訴訟を取り下げた。道北観光バスはその後、稚内 - 札幌間、稚内 - 旭川間を21条申請による運行認可を受けて営業していたが、後に銀嶺バスと経営統合し、統合後は銀嶺バスが乗合免許バス事業者として稚内 - 札幌間（宗谷バスと共同運行）、札幌 - 瀬棚間（期間限定運行）を運行開始した。その後、北海道内を始め全国的に都市間長距離バスの運行が急増した。

## 主なグループ会社
銀嶺バスを中心に「共栄交運事業協同組合」を構成。
- 北都交通
  - 都市間バス、札幌市内 - 新千歳空港および丘珠空港への連絡バスを運行。札幌地区にて貸切バス事業、函館地区では定期観光バス・貸切バス事業を行う。ハイヤー事業は札幌地区・千歳地区で営業。民事再生法を申請したところを買収・子会社化した。
- 根室交通
  - 北都交通の子会社。根室地方を中心に乗合バス・貸切バスを運行する。
- 北都観光
  - 稚内市にある旅行会社（近畿日本ツーリスト系特約店）。サハリン観光も手がけ、札幌市にも営業所を持つ。青森県五所川原市にある有限会社北都観光はまったくの別会社である。
- すゞらん交通
  - 旭川地区でタクシー・ハイヤー事業を行う。
- 北都ハイヤー
  - 稚内地区でハイヤー事業を行う。銀嶺バスの稚内営業所及び車庫を併設する。
- 北海道アクセスネットワーク
  - 空港やホテルと各観光地を結ぶシャトルバスの手配等を手がける。

## 参考資料
- 鈴木文彦『高速バス大百科』中央書院、1989年。ISBN 4924420360。